# Матильда Булонская (герцогиня Брабанта)
Матильда Булонская (1170 — 16 октября 1210) — младшая дочь Матье Эльзасского и Марии Булонской. Герцогиня Брабанта в браке с Генрихом I, герцогом Брабанта. Из первой креации  Эльзаского рода, который потом стал называться Шатенуа.

## Жизнь
Брак родителей Матильды был аннулирован в год её рождения; её мать стала бенедиктинской монахиней в Сент-Австриде, Монтрёй, и умерла в 1182 году. Отец Матильды продолжал править как граф Булони до своей смерти в 1173 году; ему наследовала её старшая сестра Ида.
В 1179 году в возрасте девяти лет Матильда вышла замуж за Генриха, 1-го герцога Брабантского. Их детьми были:
- Аделаида (1190—1265)
- Мария (1190—1260)
- Маргарита (1192—1231)
- Матильда (1200—1267)
- Генрих II (1207—1248)
- Готфрид (1209—1254)

Матильда умерла в 1210 году в Лёвене.